# Isola Ernst Thälmann
L'isola Ernst Thälmann (in tedesco: Ernst-Thälmann-Insel, in spagnolo: Cayo Ernesto Thaelmann), fino al 1972 conosciuta come Cayo Blanco del Sur (in italiano: Isola bianca del Sud) è un'isola di Cuba, così chiamata in onore del politico tedesco e leader del Partito Comunista di Germania Ernst Thälmann.

## Geografia
L'isola è lunga 15 chilometri e larga 500 metri situata nel golfo di Cazones, parte dell'arcipelago delle Canarreos nel Mare Caraibico. Si trova 25 km ad est della baia dei Porci ed appartiene al comune di Ciénaga de Zapata nella provincia di Matanzas. Considerata zona militare, non ha popolazione residente e non è possibile accedervi per scopi turistici.

## Storia

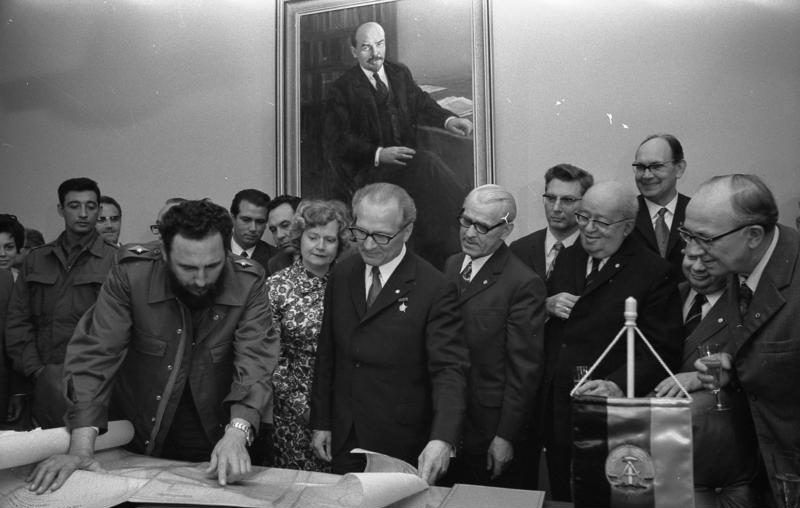
Berlino, 19 giugno 1972: Fidel Castro mostra ad Erich Honecker la posizione dell'isola Ernst Thälmann.

Il 19 giugno 1972 il presidente cubano Fidel Castro si recò in visita diplomatica a Berlino Est da Erich Honecker, presidente della Repubblica Democratica Tedesca. In quell'occasione, come simbolo dell'amicizia tra i due paesi comunisti, il leader cubano mostrò alla controparte tedesco-orientale una mappa nella quale l'isola Cayo Blanco del Sur era stata rinominata in onore di Ernst Thälmann, politico del Partito Comunista di Germania ucciso nel 1944 per la sua opposizione al nazionalsocialismo.
Assieme all'isola, venne rinominata anche una spiaggia sull'isola stessa, che assunse il nome spagnolo di Playa RDA (in tedesco DDR-Strand, in italiano Spiaggia RDT). La ridenominazione dell'isola e della spiaggia divennero ufficiali a seguito del Decreto presidenziale cubano 3676 del 1972.
In occasione del 28º anniversario della morte di Ernst Thälmann e del Festival Mondiale della Gioventù 1973 a Berlino Est, un busto di Thälmann venne solennemente svelato il 18 agosto 1972 sull'isola. Erich Honecker visitò l'isola nel 1980 accompagnato da Fidel Castro, come parte privata nel corso della sua visita ufficiale a Cuba. Gran parte dell'isola venne devastata dall'Uragano Mitch nel 1998, facendo anche cadere il busto di Thälmann.
In seguito alla riunificazione tedesca si diffusero notizie secondo le quali, vista la "donazione" dell'isola nei confronti dell'ex Germania Est, essa sia ora proprietà della Repubblica Federale di Germania. Altri argomentarono come, non essendo stata menzionata nel trattato della riunificazione, essa sia un territorio appartenente alla Repubblica Democratica Tedesca, nazione de facto non più esistente. Sulla questione, in seguito a richieste da parte di giornalisti tedeschi di visitare l'isola con il pretesto che esso sia territorio tedesco, si espresse nel 2001 il Ministero degli esteri cubano, il quale rivendicò la sovranità sull'isola sottolineando che l'atto di cambio del nome era "[...] un atto simbolico che non ha nulla a che fare con la proprietà".